# Panevropský piknik

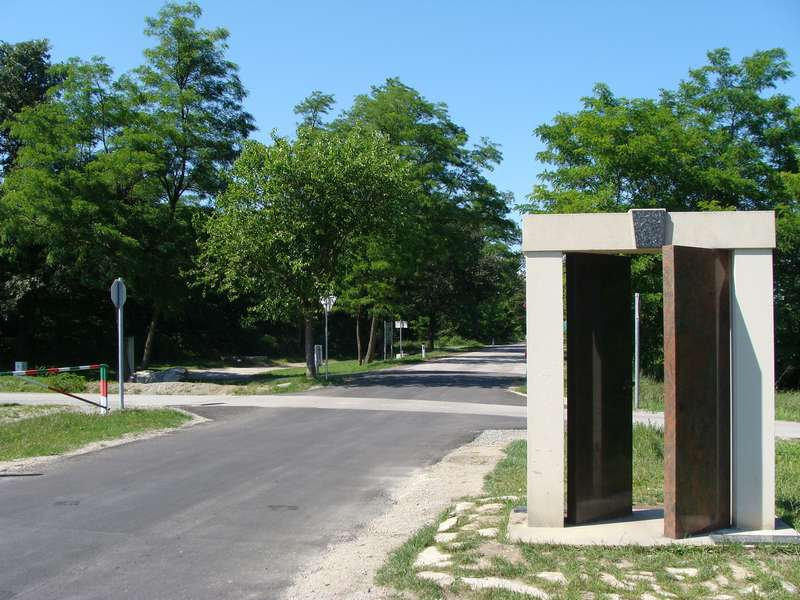
Pomník u hraničního přechodu

Panevropský piknik byla povolená pokojná demonstrace na rakousko-maďarských hranicích poblíž Šoproně 19. srpna 1989, spočívající v tříhodinovém otevření hranic mezi Maďarskem a Rakouskem. Několik stovek občanů NDR ji využilo k útěku na Západ, a tomu se dostalo široké publicity. Panevropský piknik tak byl jednou z předzvěstí pádu železné opony a komunismu v Evropě.

## Průběh

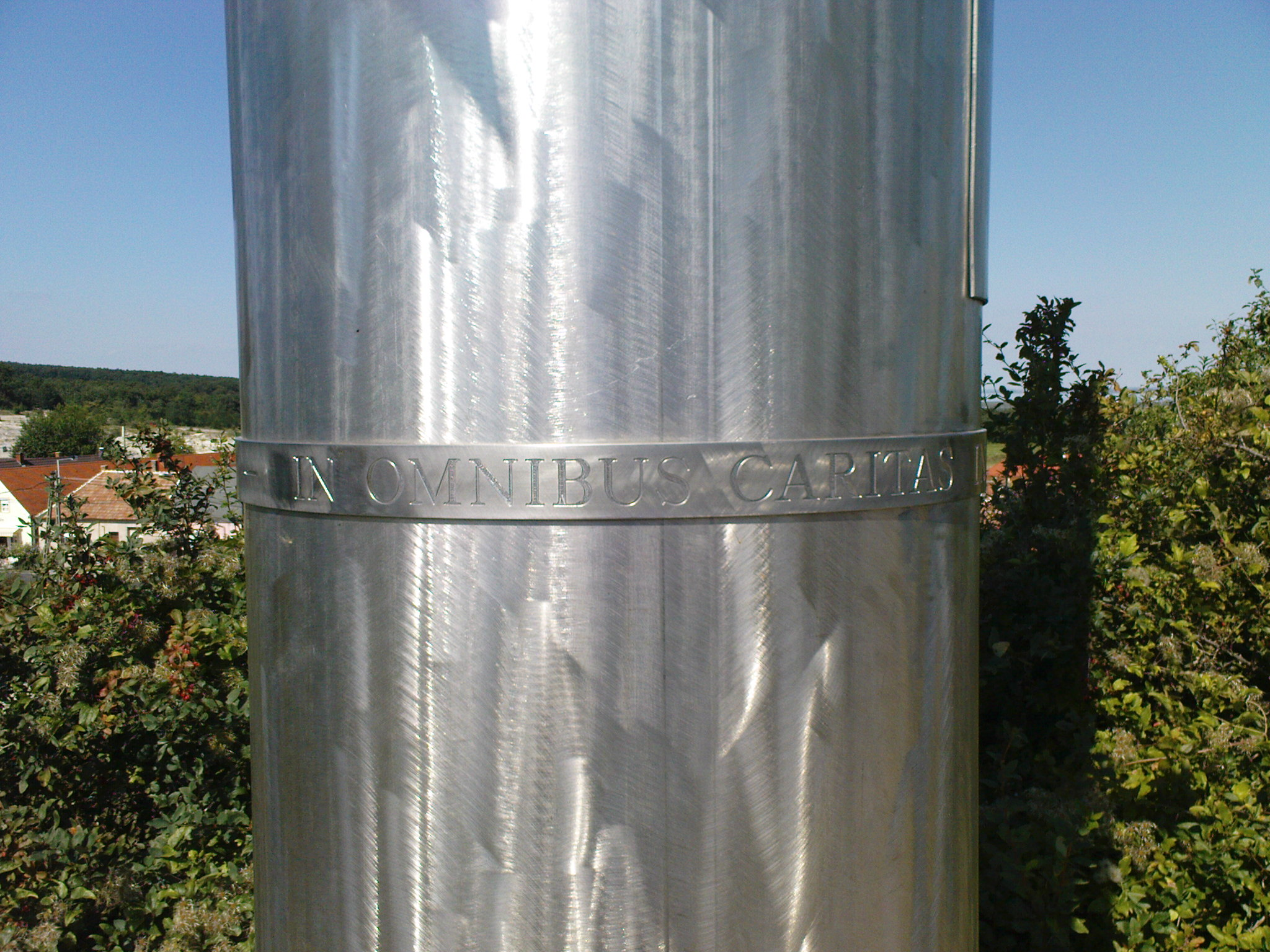
Citát na Evropském památníku v bývalém vápencovém lomu ve Fertőrákosu v Maďarsku, připomínka Panevropského pikniku a časů existence železné opony

Událost byla plánována jako pokojná demonstrace, obě strany slíbily otevřít bránu na hranicích mezi obcemi Sankt Margarethen im Burgenland (poblíž města Eisenstadt) na rakouské straně a Sopronkőhida na maďarské straně. Vůdčími osobami byli Otto von Habsburg a maďarský ministr Imre Pozsgay. Walburga Habsburg Douglas, generální sekretářka mezinárodní Panevropské unie, přeřezala hraniční plot a brána byla symbolicky otevřena po tři hodiny.
Více než 600 občanů NDR považovalo Panevropský piknik za možnost překročit železnou oponu. O události se dozvěděli z letáků jejích organizátorů. Toho času maďarští pohraničníci měli sice stále ještě rozkaz střílet po každém, kdo se pokusí ilegálně přejít přes hranice, avšak z důvodů lidskosti rozkaz neplnili.
Počet lidí, kterým se při této akci podařilo přejít hranice na Západ se v prvním dni akce odhaduje na několik set. V následujících dnech byla hranice z maďarské strany střežena přísněji, takže se útěk zdařil již jen menšímu počtu lidí. Maďarsko pro občany Východního Německa definitivně otevřelo hranice 11. září 1989.

## Vzpomínky
Dnes je Panevropský piknik považován za významnou událost, vedoucí k pádu železné opony a znovusjednocení Německa. Na Panevropský piknik se každý rok koná vzpomínková akce v místě, kde byly hranice otevřeny.
V současné době je na místě přeřezání plotu vystaveno dílo maďarského umělce, zobrazující pootevřené dveře. V roce 1996 byla ve městě Fertőrákos poblíž Šoproně postavena desetimetrová ocelová skulptura Evropský památník, kterou vytvořila Gabriela von Habsburg. Zblízka se tato socha jeví jako ostnatý drát, z dálky vypadá jako kříž.